# Drift (2001)
Drift is een Nederlandse dramafilm uit 2001, geregisseerd door Michiel van Jaarsveld en geschreven door Jacqueline Epskamp. In de hoofdrollen spelen Christel Oomen, Dragan Bakema, Hans Hoes. De film ging in première op 1 november 2001. Hij is gebaseerd op een scenario van Jacqueline Epskamp. De film heeft als internationale titel Adrift.

## Verhaal
Sammy (15) woont samen met haar broer Jakob (20). Hij verdient de kost en zorgt voor haar en Sammy gaat naar school. Een status quo die al jaren voldoet, tot Sammy méér wil en in de verwarring omtrent haar ontluikende seksuele gevoelens stappen gaat ondernemen, die hun beider leven drastisch zal veranderen.

## Cast
| Acteur         | Personage |
| -------------- | --------- |
| Christel Oomen | Sammy     |
| Dragan Bakema  | Jakob     |
| Hans Hoes      | Nevill    |
| Bert Luppes    | Don       |